# جون كاميرون (مغني)
جون كاميرون (بالإنجليزية: John Cameron)‏ هو مغني ومغني أوبرا أسترالي، ولد في 20 مارس 1918 في Coolamon, New South Wales ‏ في أستراليا، وتوفي في 29 مارس 2002.

## وصلات خارجية
- جون كاميرون على موقع ميوزك برينز (الإنجليزية)